# 哈得孙火山
哈得孙火山（西班牙語：Volcán Hudson）位于智利南部艾森大区境内，海拔1905米，火山口直径约500米，西距太平洋海岸15公里。2011年10月26日下午哈得孙火山开始喷发，智利政府将其警报级别由黄色升级为红色。